# Emisija protona
Emisija protona (poznata i kao protonska radioaktivnost) je retka vrsta radioaktivnog raspada u kojoj se proton izbacuje iz jezgra. Emisija protona može se desiti iz visoko ležećih pobuđenih stanja u jezgru nakon beta raspada, u kom slučaju je proces poznat kao beta-odložena emisija protona, ili se može dogoditi iz osnovnog stanja (ili niskog izomera) veoma protonski bogatog jezgra, u kom slučaju je proces veoma sličan alfa raspadu. Da bi proton pobegao iz jezgra, energija razdvajanja protona mora biti negativna (Sp < 0) – proton je stoga nevezan i izlazi iz jezgra za konačno vreme. Brzinom emisije protona upravljaju nuklearni, kulonovski i centrifugalni potencijali jezgra, pri čemu centrifugalni potencijal utiče na veliki deo brzine emisije protona. Na vreme poluraspada jezgra u odnosu na emisiju protona utiču energija protona i njegov orbitalni ugaoni moment. Emisija protona se ne vidi u prirodnim izotopima; emiteri protona se mogu proizvesti nuklearnim reakcijama, obično korišćenjem linearnih akceleratora čestica.
Iako je brza (i.e. ne beta-odložena) emisija protona uočena iz izomera u kobaltu-53 još 1969. godine, druga stanja koja emituju proton nisu pronađena do 1981. godine, kada su protonska radioaktivna osnovna stanja lutecijuma-151 i tulijuma-147 uočena na eksperimentima u GSI u Zapadnoj Nemačkoj. Istraživanja u ovoj oblasti su procvetala nakon ovog otkrića, a do danas je otkriveno da više od 25 izotopa ispoljava emisiju protona. Proučavanje emisije protona pomoglo je razumevanju nuklearne deformacije, masa i strukture, i to je čist primer kvantnog tunelisanja.
Godine 2002, uočena je istovremena emisija dva protona iz jezgra gvožđa-45 u eksperimentima u GSI i GANIL-u (Veliki nacionalni akcelerator teških jona u Kanu). Godine 2005, eksperimentalno je utvrđeno (u istom postrojenju) da cink-54 takođe može da podleže dvostrukom raspadu protona.

## Spoljašnje veze
- Nuclear Structure and Decay Data - IAEA with query on Proton Separation Energy